# 圣安托南 (滨海阿尔卑斯省)
圣安托南（法語：Saint-Antonin，法語發音：[sɛ̃.t‿ɑ̃tɔnɛ̃]）是法国滨海阿尔卑斯省的一个市镇，属于尼斯区。

## 地理
圣安托南（43°54'38"N, 6°58'48"E）面积6.44 平方千米，位于法国普罗旺斯-阿尔卑斯-蓝色海岸大区滨海阿尔卑斯省，该省份为法国东南部沿海省份，南濒地中海，西南至瓦尔省，西北接上普罗旺斯阿尔卑斯省，北部和东部与意大利接壤。
与圣安托南接壤的市镇（或旧市镇、城区）包括：阿斯克罗斯、屈埃布里、拉佩讷。

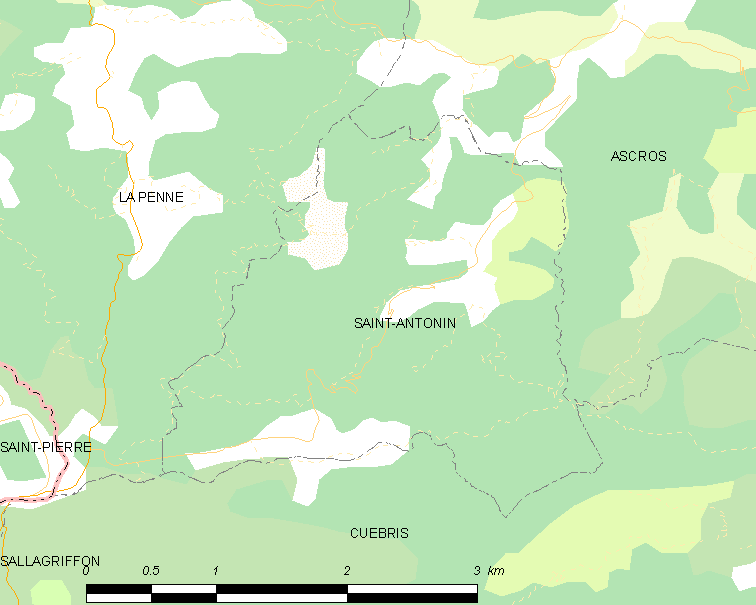
的OSM定位图

圣安托南的时区为UTC+01:00、UTC+02:00（夏令时）。

## 行政
圣安托南的邮政编码为06260，INSEE市镇编码为06115。

## 政治
圣安托南所属的省级选区为旺斯县。

## 人口

1962-2008年间人口变化图示

圣安托南于2022年1月1日时的人口数量为84人。